# 주남초등학교
주남초등학교는 경상북도 영양군 석보면 원요로 251(주남리 350-1)에 있었던 초등학교이다.

## 연혁
- 1962년 1월 8일 제1회 주남분교장설립기성회 개최
- 1962년 2월 22일 제2회 주남분교장설립기성회 개최
- 1962년 4월 20일 주남분교장 설립 인가 신청
- 1962년 4월 26일 석보국민학교 주남분교장 설립 인가
- 1962년 9월 5일 남악정(南嶽亭) 가교사 1학년 65명으로 개교
- 1963년 9월 5일 교실 2칸 준공 및 이전
- 1967년 8월 31일 주남국민학교 승격 인가
- 1968년 3월 1일 주남국민학교 승격 분리, 석보국민학교 요원분교 편입
- 1971년 3월 1일 요원국민학교 승격 분리
- 1980년 3월 1일 요원국민학교 분교장 격하 편입
- 1994년 3월 1일 요원분교장 폐교 및 본교 통폐합
- 1996년 3월 1일 주남초등학교 개칭
- 1999년 3월 1일 폐교 및 석보초등학교 통폐합